# Urosalpinx cinerea
Urosalpinx cinerea är en snäckart som först beskrevs av Thomas Say 1822.  Urosalpinx cinerea ingår i släktet Urosalpinx och familjen purpursnäckor. Arten har ej påträffats i Sverige. Inga underarter finns listade i Catalogue of Life.